# ایوون مک‌گرگور
ایوون مک‌گرگور (انگلیسی: Yvonne McGregor؛ زادهٔ ۹ آوریل ۱۹۶۱) دوچرخه‌سوار اهل بریتانیا بود.
وی در مسابقات کشوری و بین‌المللی در مجموع برندهٔ ۱ مدال طلا، ۲ مدال برنز شده‌است.